# Saint-Saturnin, Puy-de-Dôme
Saint-Saturnin là một xã ở tỉnh Puy-de-Dôme trong vùng Auvergne-Rhône-Alpes miền trung nước Pháp.